# Malayer (Verwaltungsbezirk)
Malayer (persisch شهرستان ملایر) ist ein Schahrestan in der Provinz Hamadan im Iran. Er enthält die Stadt Malayer, welche die Hauptstadt des Verwaltungsbezirks ist. 

## Kreise
- Zentral (بخش مرکزی)
- Jawakar (بخش جوکار)
- Samen (بخش سامن)
- Zand (بخش زند)

## Demografie
Bei der Volkszählung 2016 betrug die Einwohnerzahl des Schahrestan 288.685. Die Alphabetisierung lag bei 84 Prozent der Bevölkerung. Knapp 65 Prozent der Bevölkerung lebten in urbanen Regionen.
| Zensusjahr | Einwohnerzahl |
| ---------- | ------------- |
| 2011       | 287.982       |
| 2016       | 288.685       |